# 國姜
國姜，春秋时期齐国人，鲁国大夫叔孙豹的夫人。
國姜出自齐国国氏，叔孙豹到齐国，在国氏家族娶了妻子國姜，生了儿子孟丙、仲壬。叔孙豹的哥哥叔孙侨如在鲁国被驱逐到了齐国，鲁国于是接叔孙豹回国为叔孙氏的卿。叔孙豹在齐国的时候与公孙明关系友好，叔孙豹回国，没有去接国姜，公孙明于是娶了国姜。叔孙豹生气妻子国姜已改嫁，等两个儿子孟丙、仲壬长大以后，才派人去把他们接回鲁国。